# Ostra Vetere
Ostra Vetere – miejscowość i gmina we Włoszech, w regionie Marche, w prowincji Ankona.
Według danych na styczeń 2010 gminę zamieszkiwało 3517 osób przy gęstości zaludnienia 117,8 os./1 km².